# Fraumünster
Fraumünster – kościół w Zurychu. Wznosi się na zachodnim brzegu rzeki Limmat, na miejscu dawnego klasztoru założonego w 853 r. Obecna budowla sakralna pochodzi z XIII w., ale jej romańskie prezbiterium zdobią współczesne witraże projektu M. Chagalla, a transept witraże Augusta Giacomettiego